# Braquihiops
Els braquihiops (Brachyhyops) són un gènere extint de mamífers artiodàctils de la família dels entelodòntids que visqueren durant l'Eocè a Àsia i Nord-amèrica. Se n'han trobat restes fòssils al Canadà, els Estats Units, Mongòlia i la Xina. Juntament amb Eoentelodon, és el representant més primitiu de la seva família. Les espècies d'aquest grup tenien una fórmula dental de {\displaystyle {\tfrac {3.1.4.3}{3?.1.4.3}}} i el musell curt. Eren de dimensions comparables a les d'una ovella. El nom genèric Brachyhyops significa 'porc de musell curt'.